# Istoria militară a poporului român (monografie)
Istoria militară a poporului român este o lucrare cu caracter monografic destinată a reprezenta o istorie militară comprehensivă a românilor. Apariția sa, în România, a fost proiectată în 10 volume, dar din acestea au fost publicate numai 6 volume în perioada 1984-1989, la Editura Militară. 
Cu același titlu și același subiect a apărut, la Editura Saeculum în anul 2018, o colecție de texte atât în manuscris cât și anterior publicate, avându-l ca autor pe Nicolae Densușianu.

## Autori
Destinate a reprezenta o istorie militară comprehensivă a românilor, volumele au fost publicate sub coordonarea Comisiei Române de Istorie Militară și a Centrului de Studii și Cercetări de Istorie și Teorie Militară din România, la ele lucrând echipe de cercetători care au inclus atât cunoscuți istorici militari, cât și câțiva dintre cei mai cunoscuți erudiți din alte specialități.
Drept arbitru al lucrării au fost principalele instituții academice ale României.

## Structură
În intenție, comisia care urma să coordoneze apariția lucrării a stabilit că vor fi publicate 10 volume ale acesteia:
- primul volum urma să se ocupe de perioada de până la constituirea statelor feudale centralizate românești
- al doilea volum urma să fie consacrat următorului interval de până la jumătatea secolului al XVI-lea
- al treilea volum urma să analizeze intervalul de până la Revoluția de la 1821
- al patrulea volum urma să abordeze intervalul 1821-1878, respectiv dezvoltarea Armatei României în baza principiilor moderne
- al cincilea volum urma să aibă ca subiect intervalul 1878-1918
- al șaselea volum trebuia consacrat perioadei interbelice și celui de-Al Doilea Război Mondial, până la momentul 23 august 1944
- al șaptelea volum a fost setat să se ocupe de evenimentele militare și politice de până la data de 30 decembrie 1947
- al optulea volum trebuia dedicat transformărilor din armată din perioada 1948-1965
- al nouălea volum urma să aducă la zi subiectul
- al zecelea volum era dedicat istoriografiei militare românești

Volumele apărute, au acoperit însă, fiecare, următoarele perioade (titlurile sunt scrise în grafia epocii):
- Vol. I (1984), Din cele mai vechi timpuri pînă în secolul al XIV-lea[4]
- Vol. II (1985), Epoca de glorie a oastei celei mari, a doua jumătate a secolului al XIV-lea – prima jumătate a secolului al XVI-lea[5]
- Vol. III (1986), Epopeea luptei naționale pentru unitate, libertate și integritate teritorială: din epoca lui Mihai Viteazul pînă în ajunul revoluției populare conduse de Horea :1550-1784[6]
- Vol. IV (1987), Epoca revoluțiilor de eliberare națională și socială: de la Revoluția populară din 1784 la cucerirea independenței depline, 1877-1878[7]
- Vol. V (1988), Evoluția organismului militar românesc de la cucerirea independenței de stat pînă la infăptuirea Marii Uniri din 1918 ; România în anii Primului Război Mondial[8]
- Vol. VI (1989), Evoluția sistemului militar național în anii 1919-1944[9]

Fiecare dintre volume s-a concentrat pe o anumită epocă istorică, astfel cum erau definite respectivele epoci în istoriografia românească a momentului, având inserate câte o bibliografie extinsă formată din surse tipărite și de arhivă străine și românești, un index detaliat, un glosar de termeni și multe schițe, hărți și desene, precum și fotografii.

## Subiect
Tema unificatoare, a Istoriei..., este reprezentată de lupta întregului popor român pentru a realiza și a menține unitatea și independența propriului stat. Lucrarea nu se rezumă la a contabiliza doar operațiile militare, respectiv războaiele și marile bătălii. Astfel, aceaste acoperă inclusiv subiectele legate de dezvoltarea armatei regulate și a organizațiilor sale de sprijin, de evoluția organismului militar prin intermediul practicii, istoria fortificațiilor, tehnologiei militară, a instituțiilor educaționale și culturale militare, precum și a aspectelor militare ale politicii externe.
În toate volumele este conturat contextul economic, social și politic. Este acoperit, de asemenea, subiectul mișcărilor revoluționare și naționaliste dinafara frontierelor românești ale epocilor respective.

## Caracteristici
Conform generalului Gheorghe Zaharia, în intenție, comisia care a coordonat apariția Istoriei... a urmărit ca aceasta să fie o sinteză care să analizeze multilateral luptele duse în timp de poporul român „împotriva cotropitorilor străini pentru libertate, unitatea și independența patriei”. De asemenea, volumele urmau să examineze evoluția sistemului militar românesc în strânsă corelație cu evoluția gândirii militare, în ansamblul angrenajului social, economic și politic 
În ce privește toate chestiunile controversate, primează punctul de vedere românesc. Conform lui Jean-Noël Grandhomme, datorită caracterului detaliat al lucrării precum și a minuțiozității cu care a fost realizată, ea reprezintă o introducere excelentă în ce privește un studiu mai aprofundat al perioadelor individuale ale istoriei României. Cu toate acestea însă, conform aceluiași autor, ea este expresia unei concepții istoriografice grevată de promovarea în epocă, la nivel doctrinar, a protocronismului.

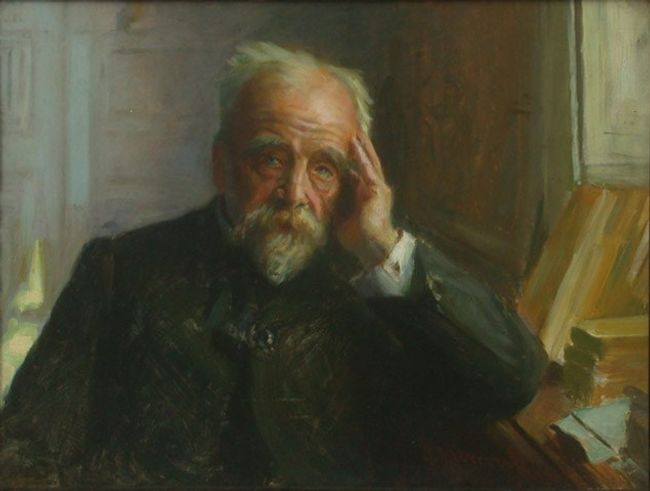
Monografia, în 6 volume, este expresia unui model istoriografic ce a valorificat pe cel originar al lui Ernest Lavisse.

Principală autoritate în epocă, în afacerile militare, generalul Ilie Ceaușescu a fost cel mai important promotor al acestei doctrine, care, susține existența unui popor român omogen din etnic și aproape impasibil în raport cu influențele străine încă de la daci și până în prezent. La îndemnul lui Ilie Ceușescu, astfel, au apărut atât lucrări teoretice cât și monografii, care, s-au înscris unui cadru teoretic ce a valorificat opinia generalului, respectivul cadru interpretând istoria României printr-un model similar celui a lui Ernest Lavisse⁠(fr)[traduceți] (în conformitate cu acest tip de model, istoria României ar fi, în special în ce privește perioada Primului Război Mondial, istoria luptei „întregului” popor, pentru ca statul să se așeze între niște presupuse granițe naturale).
În acest context, Istoria militară a poporului român a devenit o lucrare în care vaste perioade istorice au fost șterse, scopul fiind demonstrarea calităților militare ale românilor de-a lungul timpului.